# لوحة إعلانية

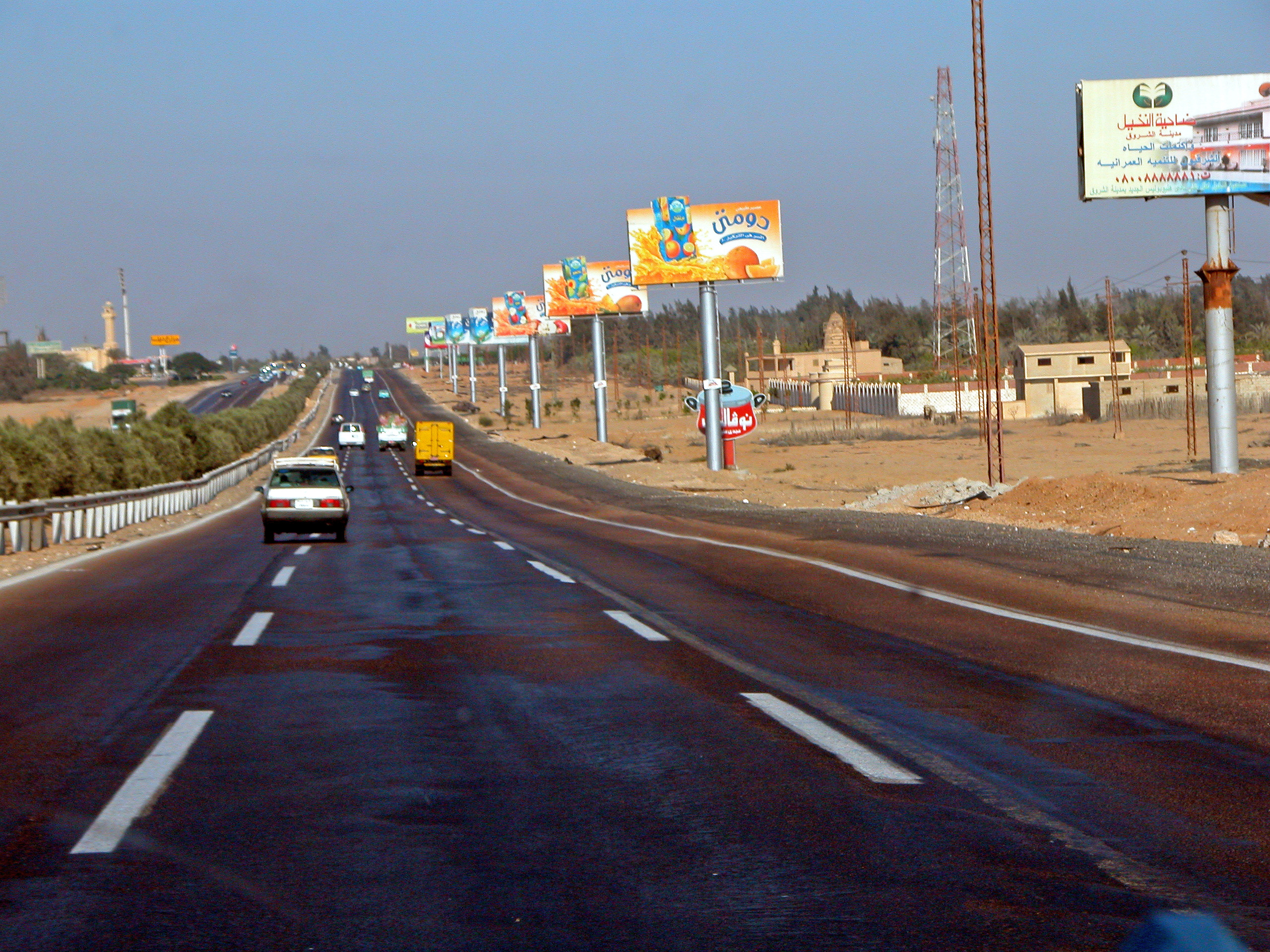
لوحات إعلانية على جانبي طريق مصر- الإسكندرية الصحراوي

اللوحة الإعلانية أو اللافتة الإعلانية هي لافتة خارجية كبيرة الحجم، توضع غالبا في بجوار محور حيوي من حيث الحركة مرور المركبات والمشاة، وتقدم إعلانات للمارة، غالبا ما تتضمن شعار واسم الشركة أو المنتج المروج له. وتنتشر في بعض البلدان في جانبي الطرق السيارة مثلا، إلا أن القانون في بلدان أخرى يمنع ذلك نظرا لخطورة صرف انتباه سائق السيارة.

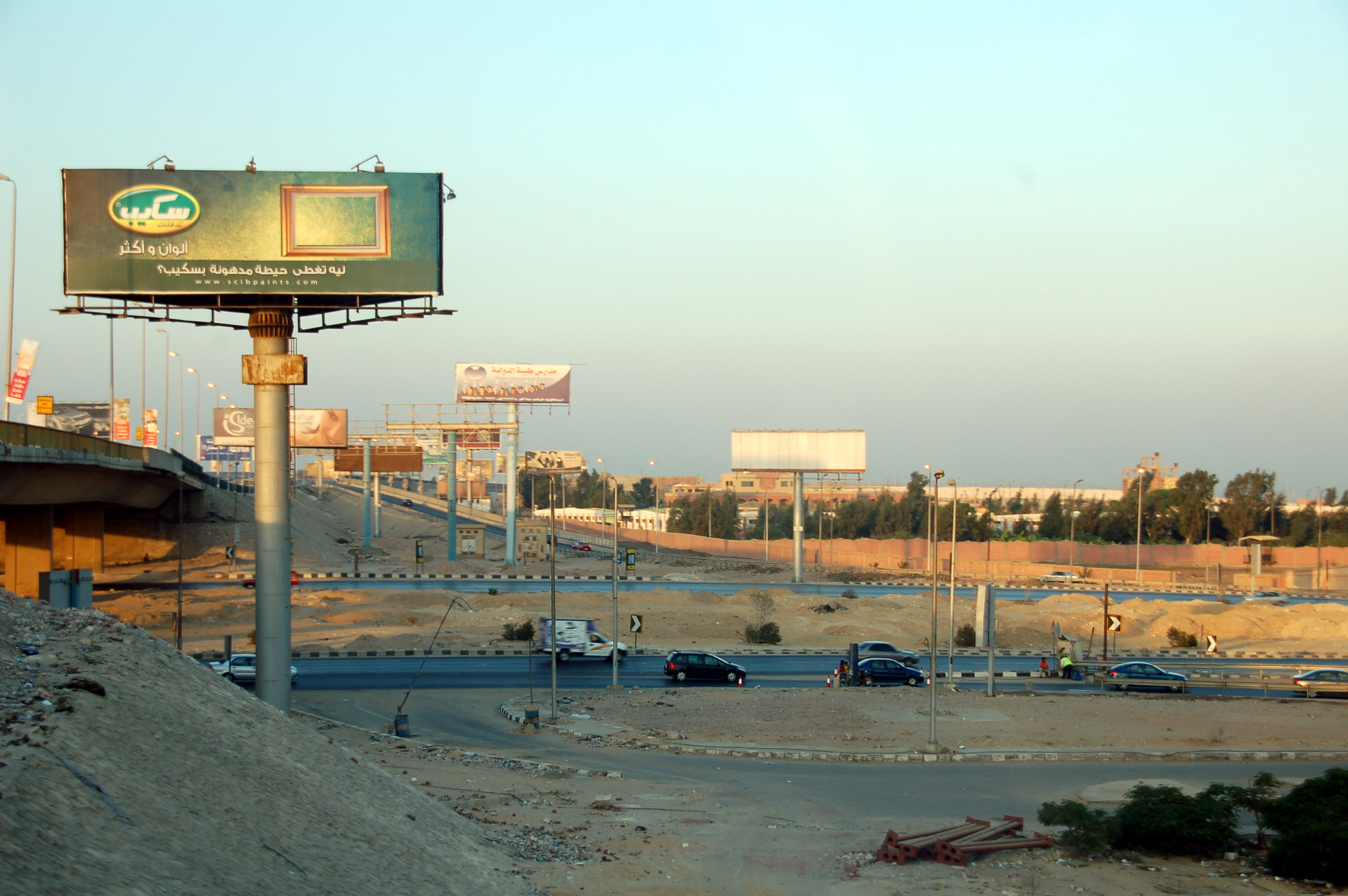
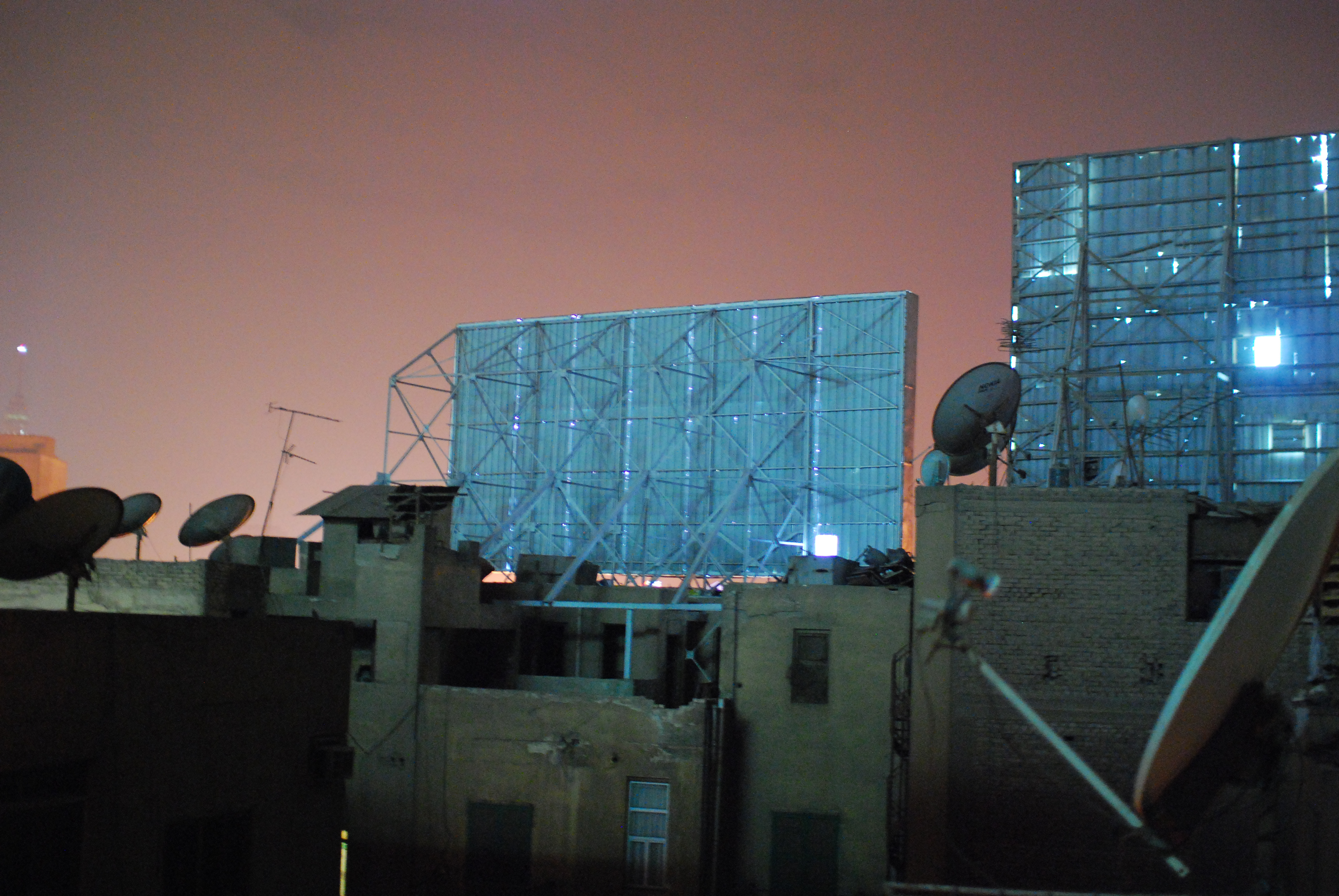
لوحات إعلانية من الخلف